# Jorge Toro
Jorge Luis Toro Sánchez (Santiago del Cile, 10 gennaio 1939 – El Quisco, 16 febbraio 2024) è stato un calciatore cileno, di ruolo centrocampista.

## Carriera
Jorge Luis Toro Sánchez nacque a Santiago del Cile il 10 gennaio 1939.
Iniziò la sua carriera nel Colo-Colo e, passando dal calcio italiano per Sampdoria, Modena e Hellas Verona, finì nel 1973 nell'Unión Española. Rappresentò la Nazionale Cilena ai Mondiali del 1962 in Cile e segnò il secondo gol nella Battaglia di Santiago, dove il Cile vinse per 2-0 sull'Italia.
Morì a El Quisco il 16 febbraio 2024 all'età di 85 anni.

## Palmarès

### Club

#### Competizioni nazionali
- Campionato cileno: 2

Colo-Colo: 1960
Union Espanola: 1973